# P-Alert觀測網
P-Alert觀測網是由P-Alert地震P波感測儀所構成的即時地震觀測網，具有地震預警及產出等震度圖的功能。

## 原理

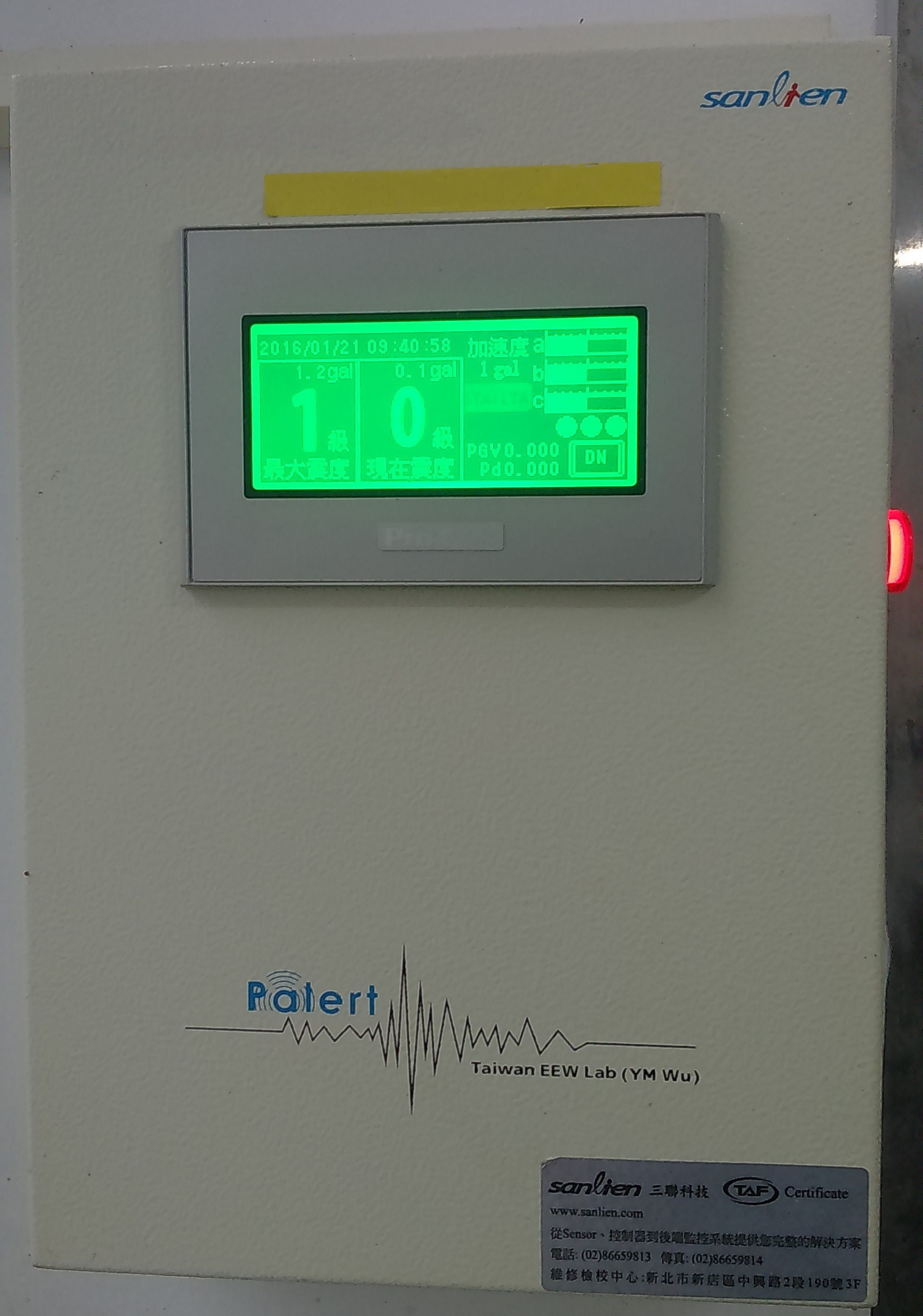
三聯科技公司為P-Alert製作的觸控式地震警報儀i-touch，提供現地預警的功能

P-Alert地震P波感測儀是國立臺灣大學地質科學系教授吳逸民與三聯科技公司合作研發的地震警報器，內建4種判斷地震的機制，分別為P波3秒位移、PGA最大地動加速度、位移與短/長周期均值。單一測站的P-Alert可以利用P波的資訊，進行現地型的地震預警，P-Alert連接網路後資料可以回傳控制中心，進行區域型的地震預警及提供震度資訊，區域型系統可在地震發生後1分鐘內繪製等震度圖。

## 歷史
2008年國立臺灣大學地質科學系教授吳逸民開始與三聯科技公司合作研發P-Alert地震P波感測儀，2010年起投入量產與設置，截至2019年11月14日，臺灣已設置719個測站。

## 成效

### 2013年
現地型系統於2013年3月南投地震與2013年6月南投地震在震央區可以提供1到3秒的預警時間，距離2013年3月南投地震的震央不到10公里的南投縣法治國小，有1.65秒預警時間，距離10多公里的桃源國小有2.71秒的預警時間；距離2013年6月南投地震的震央10多公里的麒麟國小有1.84秒預警時間，距離10多公里的地利國小有1.22秒的預警時間。

### 2016年
P-Alert觀測網在2016年高雄美濃地震發生後約5秒，可估計近似中央氣象局發布的地震位置，震央相差6.1公里、震源深度相差2.4公里；地震發生後6.5秒，可估計地震規模。從震央附近到臺南地區的P-Alert測站利用現地型的預警方式，可提供2到5秒的預警時間。

## 外部連結
- P波警報器強震網 （页面存档备份，存于） （繁體中文）